# Castejón del Campo
Castejón del Campo es una localidad de la provincia de Soria, partido judicial de Soria, comunidad autónoma de Castilla y León, España. Pueblo de la comarca de Campo de Gómara que pertenece al municipio de Almenar de Soria.
Desde el punto de vista jerárquico de la Iglesia católica forma parte de la diócesis de Osma la cual, a su vez, pertenece a la archidiócesis de Burgos.

## Economía
Como la mayor parte de los municipios de la zona, cuenta con una población exigua, envejecida y declinante. La economía gira en torno al monocultivo del cereal y el pastoreo extensivo del ganado ovino.

## Patrimonio
Posee una iglesia parroquial católica dedicada a Santa Eulalia de mediano valor artístico con una típica torre castellana y una ermita dedicada a Santiago Apóstol en ruinas en el cerro que corona el municipio.

## Historia
El Censo de Pecheros de 1528, en el que no se contaban eclesiásticos, hidalgos y nobles, registraba la existencia de 14 pecheros, es decir unidades familiares que pagaban impuestos. En el documento original figura como Castejón, formando parte del Sexmo de Arciel.
A la caída del Antiguo Régimen la localidad se constituye en municipio constitucional, en la región de Castilla la Vieja, partido de Ágreda  que en el censo de 1842 contaba con 51 hogares y 211 vecinos. 
Hasta la reforma de la nomenclatura municipal de 1916 el municipio se llamaba simplemente Castejón. En dicha fecha su nombre fue modificado por el de Castejón del Campo. El 4 de junio de 1969 este municipio desaparece porque se integra en Almenar de Soria, contaba entonces con 28 hogares y 127 habitantes.

## Geografía humana

### Demografía
| Gráfica de evolución demográfica de Castejón del Campo entre 1842 y 1960 |
| |
| Población de derecho según los censos de población del INE Población de hecho según los censos de población del INEEn estos censos se denominaba Castejón: 1842, 1857, 1860, 1877, 1887, 1897, 1900 y 1910 Entre el censo de 1970 y el anterior, este municipio desaparece porque se integra en el municipio 42022 (Almenar de Soria) |

En el año 1981 contaba con 31 habitantes, concentrados en el núcleo principal, pasando a 13 en 2010, 7 varones y 6 mujeres.
| Gráfica de evolución demográfica de Castejón del Campo entre 2000 y 2010                         |
|                                                                                                  |
| Población de derecho (2000-2010) según los censos de población del INE a 1 de enero de cada año. |